# NGC 5057
NGC 5057 este o galaxie lenticulară situată în constelația Părul Berenicei. A fost descoperită în 13 martie 1785 de către William Herschel. Se află la o distanță de 87,05 de megaparseci de Pământ.